# La Princesse (film, 2022)
Pour les articles homonymes, voir La Princesse et La Princesse (nouvelle).
Pour plus de détails, voir Fiche technique et Distribution.
La Princesse (The Princess) est un film d'action historique américain réalisé par Le-Van Kiet et sorti en 2022. Il est diffusé sur le service Hulu et sur Disney+ via Star dans le reste du monde.

## Synopsis
À la suite de son refus d'épouser Julius, le fils imbu de pouvoir d'un diplomate, une princesse est obligée de se battre pour sauver sa vie et son royaume.

## Fiche technique
Sauf indication contraire, les informations mentionnées dans cette section peuvent être confirmées par la base de données cinématographiques IMDb,  présente dans la section « Liens externes ».
- Titre original : The Princess
- Titre francophone : La Princesse
- Réalisation : Le-Van Kiet
- Scénario : Ben Lustig et Jake Thornton
- Musique : Natalie Holt
- Décors : Marc Homes
- Costumes : Verity Hawkes
- Photographie : Lorenzo Senatore
- Montage : Alex Fenn
- Production : Neal H. Moritz, Toby Jaffe et Derek Kolstad
  - Production déléguée : Joey King et Guy Riedel
- Sociétés de production : 20th Century Studios et Original Film
- Société de distribution : Walt Disney Studios Motion Pictures
- Pays de production :  États-Unis
- Langue originale : anglais
- Format : couleur — DCP 4K — 2.39:1 — son Dolby Atmos
- Genre : action, historique
- Durée : 94 minutes
- Dates de sortie :
  - Monde : 1er juillet 2022 sur Hulu / Disney+ (Star) / Disney+ Hotstar
  - Amérique latine : 22 juillet 2022 sur Star+

## Distribution
- Joey King (VF : Camille Timmerman) : la princesse
- Allegra Du Toit : la princesse jeune
- Dominic Cooper (VF : Damien Ferrette) : Julius
- Olga Kurylenko (VF : Marie Chevalot) : Moira
- Veronica Ngô (VF : Geneviève Doang) : Linh
- Alex Reid : la Reine
- Ed Stoppard (VF : Julien Kramer) : le Roi
- Katelyn Rose Downey : Violet
- Kristofer Kamiyasu : Khai
- Fergus O'Donnell (VF : Cyrille Monge) : Kurr

Source et légende : version française (VF) via le carton de doublage en fin de film sur Disney+.

## Production
En octobre 2020, 20th Century Studios achète les droits d'un script spéculatif écrit par Ben Lustig et Jake Thornton, et annonce que le film sera produit avec Neal H. Moritz d'Original Film pour une sortie sur le service de streaming Hulu. Joey King signe pour interpréter le rôle principale mais servira également au poste de productrice déléguée. En novembre 2021, Le-Van Kiet est annoncé à la réalisation.